# Bena-Bendi
Bena-Bendi est une localité et un village de la région du Mai-Ndombe,. 
Elle borde la rive nord de la confluence des rivières Sankuru et Kasaï. Sa route est le point d'accès principal vers le nord à partir de Bassengo, sur l'autre rive du Kasaï. La plus grande ville à proximité est Ilebo, servant de point de passage (par bac) à la Route nationale 20.